# Cordal (Abadín)
Cordal (en gallego y oficialmente, O Cordal) es una aldea de la parroquia de Labrada, en el concejo de Abadín en Lugo, Galicia. Tiene 16 habitantes (INE 2023) y es la cabecera de la parroquia homónima.

## La aldea
Se sitúa sobre el valle de Labrada, al norte; dividido en tres grupos de casas. Está atravesada por la carretera municipal CP01-01; esta carretera enlaza con el concejo de Valle de Oro con Abadín; pasando primero por Alfoz.